# Platymetopius dlabolai
Platymetopius dlabolai är en insektsart som beskrevs av Dubovsky 1966. Platymetopius dlabolai ingår i släktet Platymetopius och familjen dvärgstritar. Inga underarter finns listade i Catalogue of Life.